# Ateca
Pour le véhicule produit par l'entreprise espagnole Seat, voir Seat Ateca.
Ateca est une commune d’Espagne, dans la province de Saragosse, communauté autonome d'Aragon comarque de Comunidad de Calatayud.

## Géographie
Ateca se trouve dans la Serranía Celtibérica, au sud-ouest de la province, au confluent des rivières Jalón et Manubles. Il est situé à 100 km de Saragosse, 220 km de Madrid et 15 km au sud-ouest de Calatayud.

### Géologie et relief
Son emplacement concret dans le système ibérique, - à 647 mètres d'altitude - est la rive gauche de la rivière Jalón, juste à l'intérieur de la confluence avec les Manubles.
En plus de ces deux rivières, le Monegrillo traverse la municipalité.

### Climat
La température moyenne annuelle d'Ateca est de 13,5 °C et ses précipitations annuelles sont de 380 mm.

## Toponymie
Au cours de l'invasion musulmane de la péninsule, les conquérants l'ont renommé avec le nom de l'arabe عتيقة `Atīqa, qui signifie « Antique », qui peut donner une idée de l’ancienneté de cet établissement humain.

## Histoire

### Origines
L'origine d'Ateca en tant que noyau de population ininterrompu et stable se situe autour de l'an 250 av. J.-C., parce que, en raison de sa situation géographique, il est, depuis les temps anciens, un passage forcé entre la vallée de l'Èbre et la Meseta sur la route qui monte à travers Jalón et continue à travers la vallée de l'Henares. Autour d'ici était la route romaine appelée Via XXV décrite dans l´Itinéraire d'Antonin qu'ont uni Augusta Emerita et Caesaraugusta en passant par Toletum. C'était la ville celtibère, au centre du territoire des Belli.
Généralement il est identifié avec l'Attakon nommé par Ptolémée bien que cette affirmation ne soit pas exempte de controverse, puisque les coordonnées avec lesquelles elle identifie sa situation ne correspondent pas exactement à celles de la population actuelle. Certains auteurs-Miguel Villar et Hernando Martinez, Juan Francisco Andrés de Uztarroz, Père Traggia et San Francisco Ortega Íñigo- dans le passé se sont élevées à Ateca la ville celtíbera de Alce, nommés par Tito Livio.
Les arguments pour soutenir cette affirmation sont entre autres la proximité du Moncayo, Ateca est situé en plein territoire ibérique du territoire complet de la Celtibèria, en territoire dominé par les Belli, alors que d'autres endroits sont très éloignés de la Celtiberia, par ce que cette l'emplacement est toujours réalisable. Aussi que la description de la ville correspond à ce qui a été exposé par Tito Livio étant une ville construite sur une colline, fortifiée et avec une citadelle en haut. En outre, le fait que Alces n'est plus mentionné et qu'il n'y a pas de nouvelles jusqu'au troisième siècle.

#### Archéologie
Le terme municipal abrite plusieurs découvertes archéologiques allant de l'âge du cuivre au moyen âge. Dans la zone naturelle de "Las Carcamas" deux zones avec repos archéologique ont été localisées. Au lieu de « Las Balsas » dans un petit ravin qui se jette dans le Jalón, ils viennent à la surface de nombreux fragments de poterie moulés à la main, sans se retourner, avec des formes de grands bols de murs épais et de grands vases ornés de dentelles. Chronologiquement appartiennent à l'âge du fer.
Dans le Musée provincial de Saragosse, il est posé une pierre de pointe de flèche triangulaire trouve dans le lieu de l'Ascension, à côté du sanctuaire dans la Sierra Armantes, et pourrait être le Eneolítico-Bronze
Près de la zone de « Las Carcamas », au lieu-dit « La Mora Encantada », apparaissent des céramiques Celtíberas avec des dessins en bandes et cercles, des pierres de moulin et quelques fragments de poterie médiévale. Dans cet endroit ont trouvé des fondations de constructions qui ont été identifiées avec la ville d'Alcocer, nommé dans le Cantar de Mio Cid. Ils sont également apparus sur le site de Torrecid reste de la poterie médiévale et identifié ce que le camp fortifié dont El Cid a pris la ville de Alcocer et les châteaux de Ateca et Terrer. À la place du Ballestar, des restes d'armes médiévales apparaissent continuellement, puisque ici et à la place d'Armantes les troupes se rencontrent pour les guerres continues entre Castille et Aragon.
De l'époque romaine n'ont survécu que quelques pièces de monnaie, un de l'empereur Teodosio. La villa se trouve dans le chemin de la soi-disant itinéraire Antonino A-25, donc, selon toute vraisemblance, sous les sédiments déposés par la rivière Jalón est enterré la vieille voie romaine encore à découvrir.

### Moyen Âge
Avec l'arrivée des Wisigoths en 418 à la péninsule, devient une partie du royaume wisigoth de Toulouse, mais même fédérées au sein de l'Empire romain jusqu'à 507 devient une partie du royaume wisigoth de Tolède, une fois complètement désintégré l'empire. La monarchie wisigothique dure environ trois cents ans.
En 711, le califat de Damas commence la domination islamique de la péninsule Ibérique, qui dans ces terres a duré un peu plus de quatre siècles. De 756 à 1018 est situé dans les domaines de l'émirat de Cordoue, qui devient plus tard le califat de Cordoue. De 1018 à 1110 la Taifa de Saragosse appartient, sauf pour une brève période où la Taifa de Calatayud était indépendante de Saragosse. Avec l'entrée des Almoravides dans la péninsule en 1110, il se trouvait sous la domination de ces jusqu'à 1120. On sait que dans la seconde moitié du Xe siècle, Ateca appartenait à la Banu Timlat.
Il était occupé par le Cid Campeador en 1081; selon le Cantar de Mio Cid, après fortifiant la colline de Salvasoria, les trois châteaux les plus importants dans ce domaine -Peñalcázar, Ateca et Terrer- a été payé parias. Cette relation avec le héros castillan favorise qu'aujourd'hui Ateca fasse partie du Chemin du Cid.
Il fut définitivement reconquis pour le royaume d'Aragon en 1120 par le roi Alphonse Ier, après la bataille de Cutanda accordant à la ville son bouclier d'armes. La ville de Ateca utilisé depuis les bras comme héraldiques avec forme ouverte couronne royale de bouclier d'argent français moderne avec la croix de Saint-George et gules les quatre cantons saignantes chefs de leur couleur, touché turbans et couronné d'or, Un exemple de ceci est à l'intérieur de l'église de Santa Maria. On ajoute ensuite à la tête des barres Aragon et une diminution de la pointe d'une fleur de lys sur fond bleu azur et une frontière avec l'illustre villa de légende Ateca, les deux derniers ajouté dans le dix-neuvième siècle, laissant ainsi le bouclier courant. Ateca après la Reconquista est situé dans le sesma la rivière Jalón au sein de la soi-disant Communauté des villages de Calatayud, n'ayant jamais appartenu à un seigneur féodal, mais était toujours gouvernée par un conseil. Il semble apparenté dans le taureau de Lucio III le 1182. Le roi Martin I l'Humain d´Aragón a accordé à la ville la bannière qui est encore aujourd'hui le drapeau de la localité.
Pendant quelque temps, vers 1320, Éléonore de Castille a résidé dans le village jusqu'à ce que les chevaliers castillans soient venus à sa rencontre pour l'accompagner à Castille après avoir fui après la cérémonie de mariage de l'infant Jaime et le laisser planté. Au milieu du XIVe siècle, pendant la guerre (1356-1369) entre Pedro I de Castille et Pedro IV d'Aragon, la ville a été occupée par les troupes castillanes.

### Âge moderne et contemporain
Il apparaît nommé en 1614 dans le Quichotte d'Avellaneda dans le volume II, la partie IV, chapitre V, lorsque Don Quichotte a un différend avec le tuteur d'un melonar local quand il est dirigé à une foire à Saragosse, par ce que s'arrête dans la place.
Au XIXe siècle, après la guerre d'Indépendance, à Ateca il y avait une tendance marquée en faveur du roi Ferdinand VII. Ainsi, en 1823, à l'occasion de l'assassinat d'un réaliste à Madrid, le Conseil municipal d'Ateca en séance plénière a pris la décision d'emprisonner tous les libéraux de la place, qui n'atteindraient pas dix. Peu de temps après, le 8 décembre, les royalistes assassinèrent un jeune libéral, ce qui pourrait être plus grave si les Pères Capucins du couvent de San Martin d'Ateca n'y remédaient pas. Durant le triennium libéral, entre janvier 1822 et octobre 1823, il est cloué dans la province de Calatayud. En 1826 apparaît la route qui deviendra plus tard la N-II qui traverserait la localité jusqu'en 1991.
En 1834, avec la disparition de l'ancien régime et la nouvelle division provinciale de 1833, il est à la tête du district judiciaire dans la province de Saragosse jusqu'en 1965, date à laquelle il est intégré dans le district judiciaire de Calatayud. La Première Guerre carliste était pertinente dans ce domaine, avec des escarmouches fréquentes et des rencontres violentes. Un exemple a été l'attaque menée le 12 décembre 1835 Ramón General Cabrera, Quílez et Serrador une armée qui est allé à Calatayud, qui a été dispersée et qui a causé de nombreuses victimes. A cette époque, le vieux château médiéval a été reconstruit et transformé en l'actuel fort de fusiliers qui a atteint jusqu'à nos jours. Toujours dans la même année, lors de la confiscation de Mendizabal, il est décidé de supprimer le couvent de capucins à Ateca, comme celle de Calatayud. La localité a la gare du 25 mai 1863 date dans laquelle a été inaugurée la section Medinaceli - Saragosse.
Déjà au vingtième siècle, 21 voisins de la municipalité furent fusillés pendant les premiers moments de la guerre entre août et décembre 1936. Parmi les morts se trouvaient le secrétaire du conseil municipal et le dernier maire républicain. L'un des endroits célèbres pour ces événements lugubres est le Barranco de la Bartolina, à mi-chemin entre Terrer et Calatayud, où certains de ces 21 ont été abattus.
En 1991 est inaugurée l'autoroute du nord-est qui fait que le trafic qui depuis des siècles a passé par le casque urbain de la localité se passe maintenant plus au sud, près de la place de Torrecid et en dehors du canal de la rivière Jalón, qui cause des pertes économiques pour la localité. En 2001, la Communauté de Calatayud a été créée dans le cadre du plan de comarcalización d'Aragon avec la loi de création du comté numéro 9/2001 du 18 juin 2001. Elle a été constituée le 11 octobre 2001. Les pouvoirs lui ont été transférés le 1er mars 2002. Il se crée comme héritière de la Communauté de villages de Calatayud. Ateca est la deuxième commune la plus peuplée de toute la région après Calatayud.
En mars 2003 a été mise en service la première section de la ligne à grande vitesse Madrid-Saragosse-Barcelone-frontière française qui traverse la frontière municipale par le sud, également très proche de la place de Torrecid, perdant la gare d'Ateca les services qu'il avait. Les deux infrastructures comptent à Ateca avec des travaux de génie civil importants comme des tunnels et des viaducs nécessaires par le brusque de la terre et pour commencer ici les faucilles et les gorges qui ont la rivière Jalón jusqu'à bien passé Alhama de Aragón.
Le 10 février 2016, la marque automobile SEAT présentait un nouveau modèle dénommé SEAT Ateca, qui incitait la localité.

## Démographie
Depuis 1860, quand Ateca avait une population de 3 786 habitants, la population de la municipalité a diminué progressivement. L'émigration s'est accentuée depuis 1950, entraînant une population vieillissante qui, si elle avait 25 ans en moyenne en 1860, dépassait 36 en 1970 ; cette année, 18 % de la population avait plus de soixante ans. Cependant, l'émigration s'est ralentie au XXIe siècle actuel. En 2016, Ateca comptait 1 856 habitants.

## Économie
La fonction commerciale et de services est diminuée par la proximité de Calatayud, et avec le passage du temps sa zone d'influence a perdu son entité. Au dix-neuvième siècle la ville racontait avec des magasins de tissus, quincalla, toiles et tissus, et abacería; En 1842, il a reçu une foire annuelle. Historiquement, Ateca a toujours été un centre important de la poterie, avec ses caractéristiques particulières qui le distinguent du reste de la zone.
À l'heure actuelle, la principale activité industrielle est la fabrication de chocolat. Il y a deux usines: Valor Chocolates, Ancient Chocolates Hueso, et Atienza Chocolates, une petite entreprise familiale. Le premier, fondé en 1862, possède un réseau national pour la distribution des tablettes de chocolat Huesitos. Le 15 Juillet 2013, Mondelēz a annoncé la vente de l'usine, ainsi que des marques Huesitos et Tokke, la société espagnole Chocolates Valor, évitant ainsi le déplacement de l'usine prévue par la société norteamericana. En outre, dans la municipalité il y a une industrie du bois, une usine de meubles (Sémper Furniture) et un nouveau centre d'appel du Groupe GSS avec plus de cent postes.
L'agriculture continue de jouer un rôle important à Ateca, puisque la Vega del Jalon est l'une des principales régions productrices de fruits de la péninsule. Nous devons mettre en évidence la production de pommes, de cerises d'excellente qualité et d'amandes, ainsi que des raisins des différentes variétés qui peuvent être produites dans la région selon le conseil de régulation. Bodegas Ateca produit des vins au sein de l´Appellation d'origine contrôlée du Calatayud (DO), principalement obtenu à partir de la variété de Grenache de la zone.

## Lieux et monuments
- Le Château d'Alcocer du Chemin du Cid

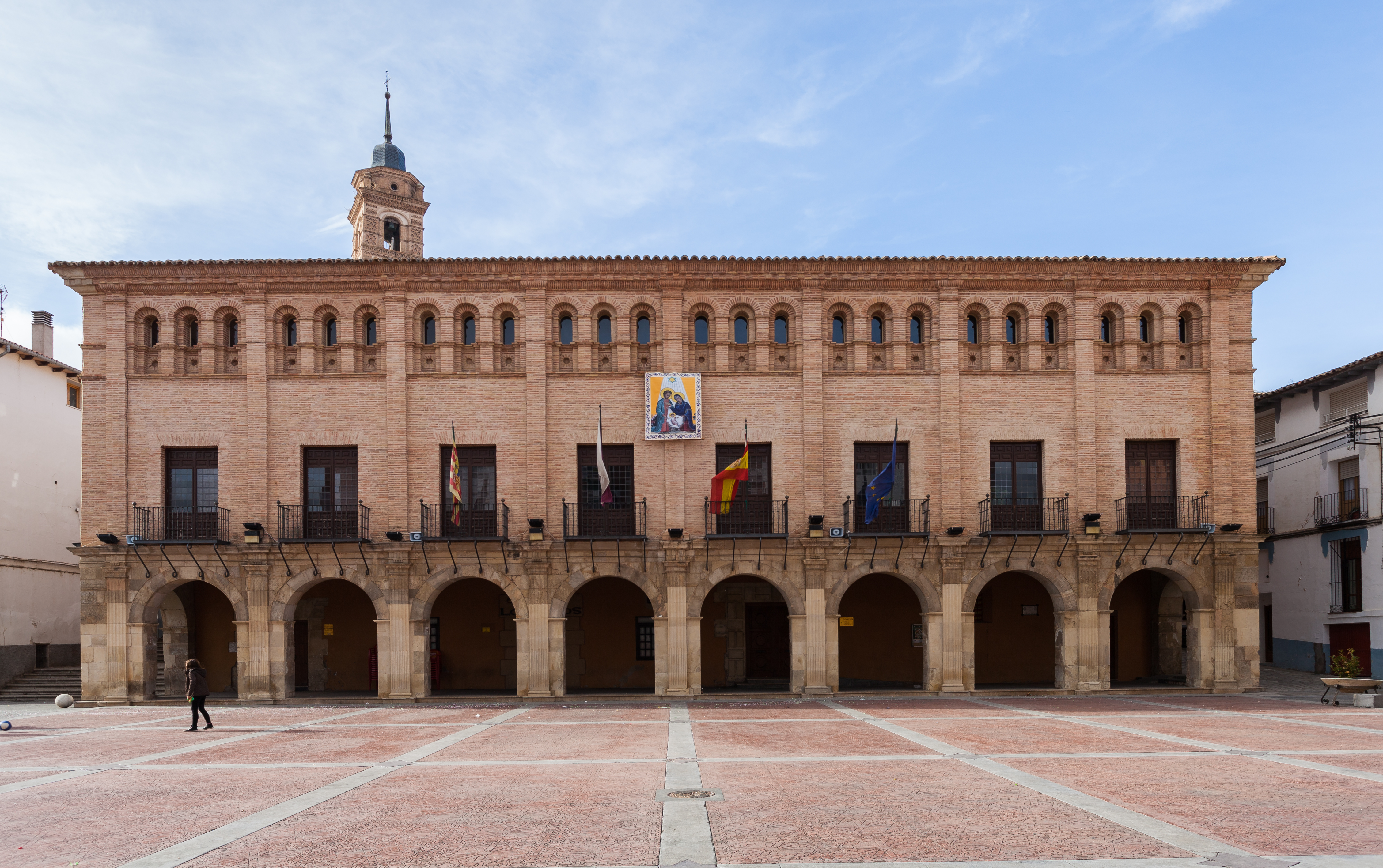
Mairie.

- Château Torrecid du Chemin du Cid[1].
- Château d'Ateca
- Église de Santa María
- Église de San Francisco
- Tour de l'Horloge
- Mairie XVIIe siècle.

Il faut aussi mentionner les arènes, l'une des plus anciennes d'Espagne construite vers 1860. Elle est octogonale et appartient à la municipalité depuis les années 1950.

## Personnalités
- Fray Martin de Ateca (1306). Thomiste religieux dominicain célèbre et écrivain célèbre qui est devenu un prédicateur général de son Ordre.
- Justo de Ateca - secrétaire de Jaime I le Conquérant et seigneur de Monegrillo.
- García Gil de Ateca - descendant de Justo de Ateca et le gentilhomme de Fernando el Católico.
- Diego de Ateca - Chevalier de l'Ordre de Santiago et maître d'hôtel de Ferdinand d'Aragon, duc de Calabre, premier-né du roi Frédéric Ier de Naples.
- Francisco del Condado (c.1637). Sculpteur et assembleur. Avec le peintre Juan Ferrer, ils ont réalisé les images de Santo Cristo et San Miguel de Sestrica.
- Catalina Rubio Garcés y Cañete, épouse de Miguel Martínez del Villar et Hernando.
- Antonio Duce Oliveros (1733-1788). Architecte et ingénieur militaire fortifié la ville de Valdivia.
- Ignacio Erruz et Barta (1770-1820). Premier Baron de Torre Erruz, militaire et héros des sièges de Saragosse.
- Celsa Fonfrede (1851-1929). Fondatrice du bovin « Concha y Sierra ».
- Florentino Azpeitia y Morós (1859-1934). Biologiste, géologue et naturaliste, il fut président de la Société royale espagnole d'histoire naturelle en 1906.
- Francisco Hueso Rolland (1883-1955). Diplomate, bibliophile et petit-fils de José María Hueso, fondateur de Chocolates Hueso.
- Rogelio Blasco Millán. Peintre aquarelliste du XXe siècle.
- María Jesús Ibáñez Marcellán (1941-1985). Professeur de Géographie Physique de l'Université de Saragosse qui a fait d'importantes contributions à la connaissance du Quaternaire dans la Dépression de l'Èbre.

Les descendants des familles d´Ateca sont aussi :
- Julio Cejador et Frauca (1864-1927) ;
- Luis del Val Velilla (1944). Fils adoptif du village.

### Jumelage
Lézat-sur-Lèze (France) 

## Divers
Le constructeur espagnol Seat a créé un SUV compact qui tire son nom de cette ville. Ce SUV est sorti en 2016.